# Evangélikus templom (Pápa)
A pápai evangélikus templom a Belvárosban áll, a Gyurátz Ferenc utcára nyílik.

## Története
A lutheri reformáció eszméi már az 1520-as években elérték Pápát és rövid idő alatt − buzgó prédikátorok, köztük a ferences szerzetesekből protestánsokká lett Illési Bálint és Sztárai Mihály munkája nyomán − számos követőt szereztek. A városban azonban a radikálisabb helvét irányzat is termékeny talajra talált. A kálvini reformáció térhódításával párhuzamosan csökkent az evangélikusok létszáma, a 17. században már elenyésző volt a számuk, saját prédikátoruk sem volt.
A Rákóczi-szabadságharc idején némiképpen megerősödött a gyülekezet, 1707-ben házat vásároltak a Fő téren − valószínűleg a mai Griff szálló helyén −, itt rendezték be imaházukat és iskolájukat. A fellendülést azonban hamarosan megtörte az ellenreformáció: 1714. február 3-án Eszterházy Ferenc földesúr katonákkal űzette el a papot és a tanítót, könyveiket nyilvánosan elégették. Ezzel a lutheránus hitélet mintegy hetven évre teljesen megszűnt Pápán, a visszatérésre csak II. József türelmi rendelete adott lehetőséget. A város földesura, Eszterházy Károly egri püspök 1784-ben adományozta azt a telket a gyülekezetnek, amelyen a mai templom is áll; az 1786-ra felépült kis imaháznak azonban − a rendelet értelmében − sem tornya és harangja, sem utcára néző ajtaja nem lehetett.
Nem egészen száz évvel később, 1877-ben a karizmatikus lelkész, Gyurátz Ferenc adománygyűjtő vállalkozásba kezdett és néhány év alatt az egyháztagok felajánlásaiból elegendő forrásra tett szert az új − immár toronnyal és haranggal is rendelkező − templom felépítéséhez. A régi imaházból csak az oldalfalak alapjait tartották meg. Az új templom építését Luther születésének 400. évfordulóján, 1883 tavaszán kezdték meg Voyta Adolf pápai és Hencz Antal keszthelyi építész tervei alapján és 1884. október 26-án szentelték fel. Az építkezés ideje alatt a gyülekezet a református templomban tartotta istentiszteleteit.
A második világháború harcai során a légnyomás betörte a templom ablakait és leverte a vakolatot. Felújítására csak 1949-ben került sor, ugyanekkor az orgonát is átalakították elektromos meghajtásúvá és az épület belső terét is újrafestették a celldömölki Rács-Reich Imre festőművész tervei alapján, őskeresztény motívumok felhasználásával. 1988-ban újabb felújításon esett át a templom, lecserélték a tetőszerkezetet és a nyílászárókat, felújították a csatornát és a padok alatt villanyfűtéses rendszert alakítottak ki.

## Megjelenése

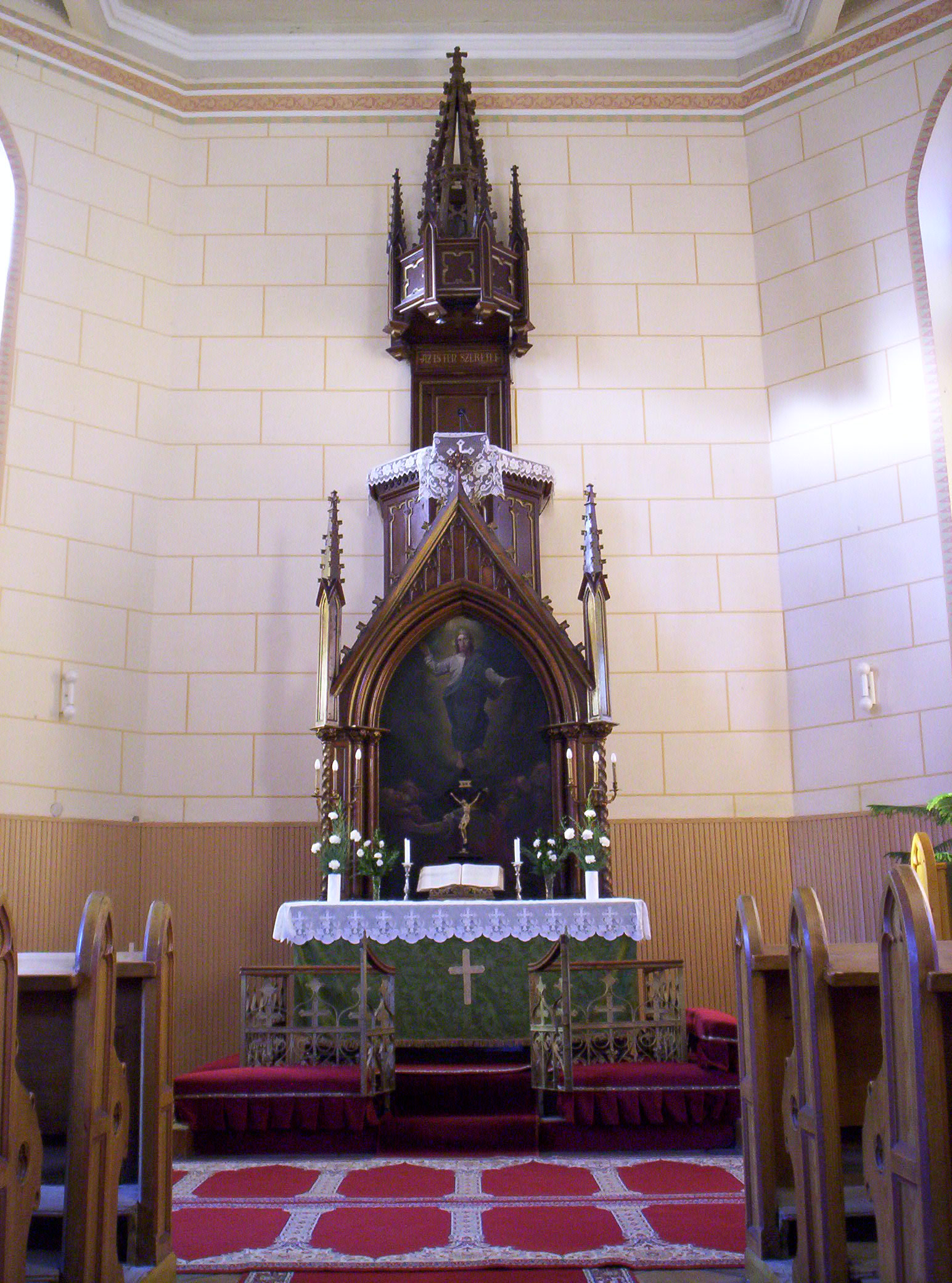
A szószékoltár

A tágas udvar közepén álló neogótikus stílusú templom a Gyurátz Ferenc utca 1. szám alatt található. Az épületet hosszúkás üvegablakok futják körül, míg a torony ikerablakai nyitottak; a 34 méter magas torony négy sarkát és az épület homlokzati sarkait vékony fiatornyok ékesítik. A szépen megmunkált, csúcsíves záródású kapun belépve az előcsarnokba jutunk, itt helyezték el a gyülekezet első világháborús halottainak díszesen faragott emléktábláját.
A templom belső terét mértéktartó díszítés jellemzi. A téglamintázatú festés nem pusztán a fal síkjának megtörésére szolgál: azt jelképezi, hogy az egyház is a tagjaiból épül fel. A festett kazettás mennyezeten keresztény szimbólumokat és az evangélikus egyház jelképeit láthatjuk, köztük a Luther-rózsát és a JHS krisztogramot. Mint evangélikus templomokban megszokott, az oltár és a szószék nem válik el egymástól. A bejárattal szemközt álló karcsú szószékoltárt neogótikus faragások díszítik, a Krisztus mennybemenetelét ábrázoló oltárképet Herz Dávid pápai rajztanár festette 1884-ben. A szögletes apszisban áll a vörös márvány keresztelőkút is. A szószékoltáron Az Isten szeretet (1Jn 4,8), míg a bejárat felett a Szeretteim, szeressük egymást (1Jn 4,7) felirat olvasható.
A teret három oldalról vékony oszlopokon nyugvó karzat szegélyezi, ennek torony felőli oldalán áll a kétmanuálos, tizenkét regiszteres orgona, melyet a pécsi Angszter József és Fia készített 1939-ben (az 1884-ben Országh Sándor által készített orgonát ekkor elbontották).
A templom két harangját a Seltenhofer Frigyes és Fiai gyár öntötte 1927-ben. A 109 cm átmérőjű, 680 kg súlyú, fisz1 - 43 alaphangú harang felirata Ne csüggedj el kicsiny sereg!, a 69 cm-es átmérőjű, cisz2 + 16 hangú, 190 kg-osé Légy hű mindhalálig. (Az 1884-ben készült harangokat az első világháborúban elkobozták és ágyút öntöttek belőlük. Az 1927-ben készült középső, 330 kg-os, valószínűleg aisz1 (b1) hangú harangot pedig a második világháborúban pusztították el.)
A templom előtt áll az építtető lelkipásztor, Gyurátz Ferenc 1932-ben emelt bronz mellszobra, Lux Elek alkotása. A udvar két szélén, a templomtól balra az egykori iskola, jobbra az 1882-ben épült paplak található. A telek Árok utca felőli oldalán pedig a gyülekezet iskolája, a Gyurátz Ferenc Evangélikus Általános Iskola.